# باسيل جوزيف
باسيل جوزيف (بالإنجليزية: Basil Joseph)‏ هو كاتب سيناريو ومخرج هندي، ولد في 28 أبريل 1990 في سلطان بتيري في الهند.

## وصلات خارجية
- باسيل جوزيف على موقع IMDb (الإنجليزية)
- باسيل جوزيف على موقع قاعدة بيانات الفيلم (الإنجليزية)
- باسيل جوزيف على موقع كينوبويسك (الروسية)